# إيل (إله)
إيل (أو إل، بالعبرية: אל؛ بالسريانية: ܐܝܠ؛ بالإنكليزية: ʼĒl أو ʼIl) هي كلمة سامية شمالية غربية تعني «إله» أو «رب»، أو تشير (اسمَ علم) إلى أحد آلهة الشرق الأدنى القديمة المتعددة. يُمثل اللفظ النادر، إيلا، اللفظ الأصلي في الأكادية القديمة والعمورية. تُشتق هذه الكلمة من ثنائي الحروف البدائي القديم ʼ‑l الذي يعني «إله».
تشمل الآلهة المحددة المعروفة باسم إيل أو إل الإله الأعلى للديانة الكنعانية القديمة والإله الأعلى للناطقين بالسامية الشرقية في عصر فجر السلالات في بلاد ما بين النهرين.

## النصوص السامية الأولية والفينيقية والآرامية والحيثية
أُطلق على الإله المصري بتاح لقب دو غيتي «رب غات» في موشور من تل لخيش ويُكتب على وجهه المقابل اسم أمنحتب الثاني (1435-1420 قبل الميلاد). يشير كروس (1973، ص 19) إلى أن بتاح دُعي غالبًا رب (صاحب) الأبدية واعتقد أنه هذا التماثل بين إيل وبتاح يمكن أن يكون قد أدى إلى إطلاق لقب «أولام الأبدي» على إيل منذ وقت مبكر جدًا وباستمرار. (ولكن، في النصوص الأوغاريتية، يبدو أن بتاح عُرف كإله الحرفيين كوثار-وا-خسيس). وهناك صلة أخرى مع الإله المندائي بتاحيل، الذي يجمع اسمه بين كلمتي بتاح وإيل.
يُشهد اسم رافائيل أو رافا-إيل، الذي يعني «الرب الشافي» في أوغاريت، في نحو عام 1350 قبل الميلاد في إحدى رسائل تل العمارنة إي إيه 333، الموجودة في تل الحسي من حاكم لاخيش إلى «العظيم».

قد تشير تميمة فينيقية منقوشة تعود للقرن السابع قبل الميلاد وجدت في أرسلان طاش إلى إيل. ترجم روزنتال (1969، ص 658) النص كالتالي:
لقد أُسست رابطة أبدية لنا.
لقد أسسها أشور لنا،
وجميع الكائنات الإلهية
وأغلبية جماعة القديسين،

من خلال رابطة السماء والأرض إلى الأبد،...
ولكن، ترجم كروس (1973، ص 17) النص كالتالي:
أقسم الخالد (أولام) يمين عهد معنا،
أبرمت عشيره (اتفاقًا) معنا.
وجميع أبناء إيل،
والمجمع الأعلى لجميع القديسين.

بعهد السماء والأرض القديمة.
يظهر اسم «إيل كوني أرش» الذي يعني «إيل خالق الأرض» في بعض النقوش، وحتى ضمن نقش متأخر في لبدة الكبرى في طرابلس (في ليبيا) يعود تاريخه إلى القرن الثاني. في النصوص الحيثية، يتحول التعبير إلى الاسم الفردي إيلكونيرسا، يظهر إيلكونيرسا كزوج عشيردو (عشيره) وأب لـ 77 أو 88 ابن.
يُدعى إيل في ترتيلة حورية له (نُشرت في أوغاريتيكا النشرة الخامسة، نص آر إس 24.278)، «إل برت» و«إل دن»، والتي اعتبرهما كروس (ص 39) يعنيان «إل صاحب العهد» و«إل القاضي» على التوالي.

## أوغاريت والمشرق
كان إيل أو إل بالنسبة للكنعانيين ومنطقة المشرق القديمة ككل، الإله الأعلى، وأب البشرية وجميع المخلوقات. أنجب العديد من الآلهة، وأهمها هدد ويم وموت، وكل منهم يشترك في صفات مماثلة مع الآلهة اليونانية الرومانية: زيوس وبوسيدون وهاديس على التوالي.
يُعتبر إيل، وفقُا للألواح الطينية لأوغاريت، زوج الإلهة عشيره.
عُثر على ثلاث قوائم للآلهة في أوغاريت (رأس شمرا المعاصرة) تبدأ بالآلهة الأربعة إل-إب (وهو وفقًا لكروس؛ اسم نوع عام من الإله، ربما السلف الإلهي للشعب)، وإيل وداجنو (أي داجون)، وبعل شابان (أي الإله هدو أو هدد). رغم أن أوغاريت كان فيها معبد كبير مخصص لداجون وآخر لهدد، لم يكن هناك معبد مخصص لإل.
يُدعى إيل مرارًا وتكرارًا إيل تيرو («الثور إيل» أو «إله الثور»). وهو باتنيو بنفاتي («خالق المخلوقات»)، وأبو بني إيلي («أبو الآلهة»)، وأبو آدمي («أبو الإنسان»). وهو كاينينو أولام («الخالق الأبدي»)، يظهر لقب «أولام» بالصيغة العبرية باسم الإله العبري «إيل أولام» الرب الأبدي في سفر التكوين 21.33. وهو خاتيكوكا («أبوك»). وإيل هو العتيق ذو اللحية الرمادية، وكامل الحكمة، ومالكو («الملك»)، وأبو شاميمة («أبو السنوات»)، وإيل غيبور («إيل المحارب»). وقد أُطلق عليه أيضًا اسم لإتربن بمعنى غير معروف، والذي تُرجم بأشكال مختلفة إلى لاتبان، أو لاتيبان، أو لوتباني («وجه الكفن» وفقًا لاتفاق سترونج العبري). 

## عائلة إل
وجدت في مملكة إبلا السورية كلمة { إل } في أعلى قائمة الآلهة كإشارة لأقدم الآلهة أو أبي كل الآلهة في بقايا المكتبة الملكية (2300 ق.م.) لحضارة إبلا في موقع تل مرديخ في سوريا، كما أن اسم إيل ارتبط بأسماء الملوك في سوريا حيث الملك حزائيل وهو مأخوذ من اسم الإله إيل ويظن أنه كان إله الصحراء في وقت ما لأن الأساطير تذكر أن له:
- زوجتين وبنى معهما ومع أولاده الجدد حرماً في الصحراء.

وقد ولد لإيل عدة آلهة أهمها:
- حدد
- يَم (بحر)
- موت

ولهؤلاء صفات مشابهة للآلهة الإغريقية
1) زيوس 2) بوسيدون أو أوفيون 3) هادس أو ثنتوس على الترتيب. وحسب الإغريق فإن إل هو الإله كرونوس نفسه.